# Décès en 1177
Décès
- 1173
- 1174
- 1175
- 1176
- 1177
- 1178
- 1179
- 1180
- 1181

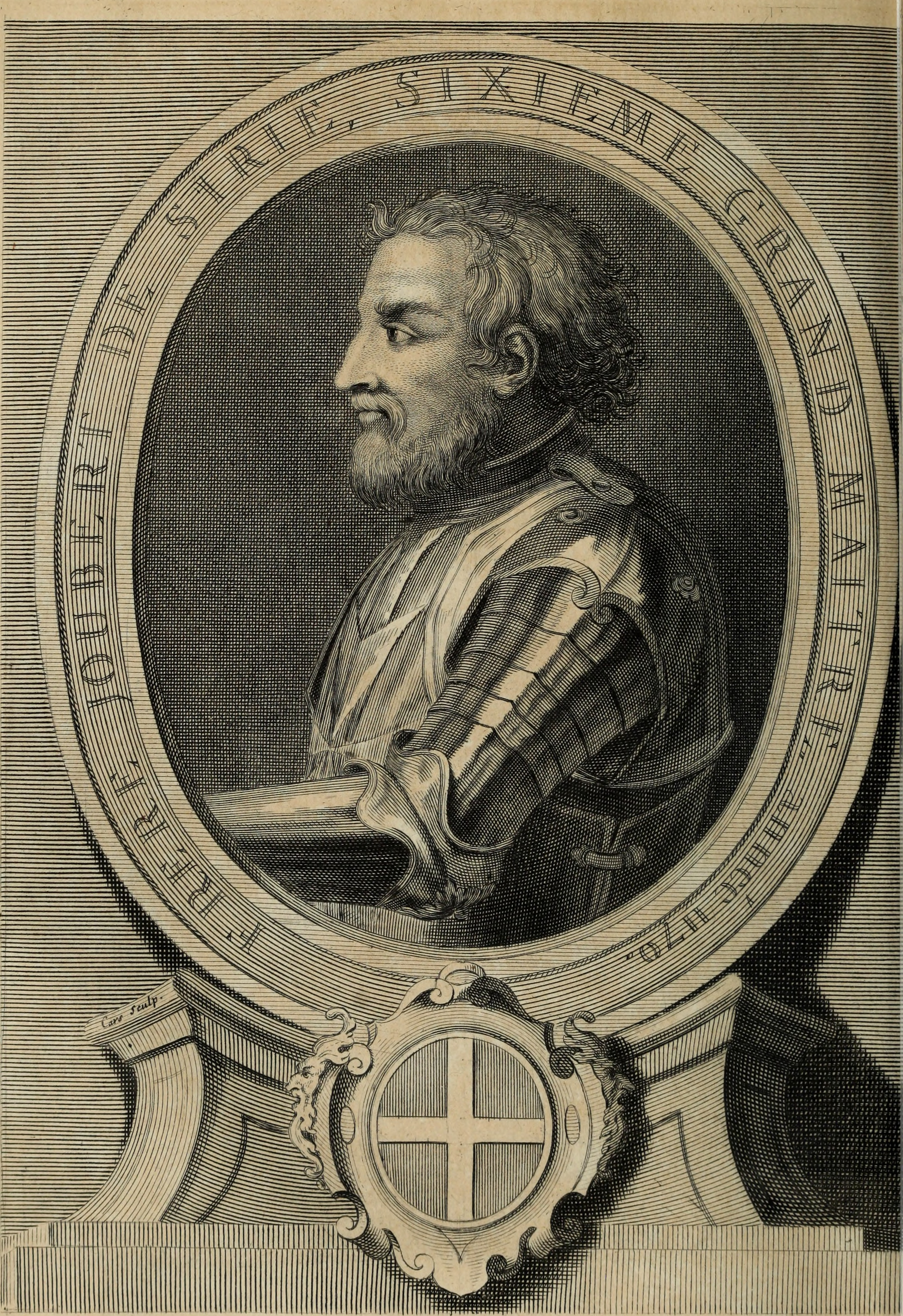
Joubert de Syrie, mort en 1177.

Cette page dresse une liste de personnalités mortes au cours de l'année 1177 :
- 8 janvier : Manassès de Hierges, seigneur ardennais du XIIe siècle, connétable du royaume de Jérusalem.
- 13 janvier : Henri II Jasomirgott, comte palatin du Rhin, duc de Bavière et margrave puis duc d'Autriche.
- 14 février : Bernard de Saint-Saulge, originaire ou seigneur de Saint-Saulge, évêque de Nevers.
- juin : Guillaume de Montferrat[1], comte de Jaffa et d'Ascalon.
- 12 juin : Hermann II de Bamberg, évêque de Bamberg.
- 17 juillet: Fujiwara no Kiyosuke, poète, écrivain et courtisan kuge japonais de la fin de l'époque de Heian.
- octobre : Joubert de Syrie, septième supérieur de L'Hospital de l'ordre de Saint-Jean de Jérusalem.
- 18 octobre : Ulrich d'Olomouc, duc de Hradec Králové.

- Áed In Macáem Toinlesc Ua Neill, membre de la lignée des Uí Néill, qui règne brièvement sur le Tulach Óc et le Tír Eogain.
- Lambert le Bègue, prêtre réformateur liégeois.
- Nicolas d'Estouteville, seigneur d'Estouteville et de Valmont.
- Eystein Eysteinsson, prétendant au trône de Norvège.
- Tribhuvanâditya-Varman, souverain de l’Empire khmer.
- Walter fitz Alan, 1er grand sénéchal royal d'Écosse.

## Crédit d'auteurs
- Cet article est partiellement ou en totalité issu de l'article intitulé « 1177 » (voir la liste des auteurs).